# Útok na Bělgorodskou oblast
Útok na Bělgorodskou oblast je probíhající konflikt mezi dvěma partyzánskými jednotkami sídlícími na Ukrajině a Ozbrojenými silami Ruské federace v Grajvoronském rajónu, Bělgorodské oblasti. Dne 22. května partyzánské jednotky překročily rusko-ukrajinskou hranici a obsadily tři vesnice Kozinka, Gora-Podol a Glotovo.

## Pozadí
Od začátku ruské invaze na Ukrajinu, která začala 24. února 2022, bylo zaznamenáno několik útoků v západním Rusku, především v Brjanské, Kurské a Bělgorodské oblasti. Rusko z odpovědnosti za tyto útoky obvinilo Ukrajinu.
Ruský dobrovolnický sbor, ruská nacionalistická skupina bojující proti ruské vládě, se přihlásil ke krátkému vpádu do sousední Brjanské oblasti v březnu 2023.

## Průběh

### 22. května
Ráno 22. května bojovníci Ruského dobrovolnického sboru zveřejnili video ze svých nočních nájezdů na ruské hranice. Následně se začaly objevovat zprávy o zničení kontrolního stanoviště Grajvoron a vjezdu ukrajinských obrněných vozidel přes rusko-ukrajinskou hranici kolem 12:00 na tomto kontrolním stanovišti.
Již ve 14:00 legie „Svoboda Ruska“ oznámila obsazení vesnice Kozinka a později i obsazení obce Gora-Podol.

### 23. května
V 19:00 jednotka legie „Svoboda Ruska“ oznámila zničení motostřelecké roty ruských ozbrojených sil a několika kusů techniky.

## Reakce

### Ukrajina
Ukrajinský prezident Volodymyr Zelenskyj prohlásil, že ukrajinská vláda nemá s vpádem "nic společného", a obvinil z něj organické ruské "hnutí násilného odporu". Zelenského poradce, Mychajlo Podoljak, souhlasil a uvedl, že Ukrajina situaci se zájmem sleduje, ale do konfliktu se nezapojuje.

### Rusko
Mluvčí Kremlu Dmitrij Peskov označil útok za pokus Ukrajiny "odvést pozornost od Bachmutu a minimalizovat politický dopad prohry v Bachmutu pro ukrajinskou stranu". Uvedl, že o incidentu byl informován ruský prezident Vladimir Putin.

## Bělgorodská lidová republika

Vlajka republiky

Ukrajinské zdroje začaly šířit fotografii, na níž jsou tři vojáci účastnící se vpádu, kteří vyhlašují takzvanou "Bělgorodskou lidovou republiku" a drží vlajku této údajné republiky. V důsledku vpádu se na ukrajinských sociálních sítích objevily internetové memy o vytvoření takového útvaru, který je satirou na proruskou Doněckou a Luhanskou lidovou republiku.